# Вардак, Абдул Рахим
Это статья об афганском политике. Об афганской провинции см. статью Вардак
Абдул Рахим Вардак (пушту عبدالرحيم وردگ‎; Вардак, 1945) — афганский военный и политик, активный участник Афганской войны. Один из лидеров Национального исламского фронта Афганистана, представитель светского прозападного направления в моджахедском движении. Соучредитель международного союза антикоммунистических повстанцев 1980-х годов. В 2004—2012 — министр обороны Афганистана. Выдвигал свою кандидатуру на президентских выборах 2014, однако отказался от участия.

## Моджахед
Окончил высшую школу Хабибия в Кабуле и Национальную военную академию Афганистана. Продолжал военное обучение в США и Египте. Служил в системе Министерства обороны Афганистана, вёл делопроизводство и читал лекции в Национальной военной академии. К концу 1970-х имел воинское звание полковника.
Абдул Рахим Вардак придерживался прозападных антикоммунистических взглядов. Он негативно воспринял приход к власти марксистской НДПА. После ввода в Афганистан советских войск примкнул к моджахедам. Вступил в Национальный исламский фронт Афганистана (НИФА), возглавляемый Саидом Ахмадом Гейлани, возглавил военную структуру НИФА. В альянсе Пешаварская семёрка НИФА рассматривался как наиболее светская организация — в отличие от исламско-фундаменталистских — ориентированная на пуштунский национализм и воспринимающая прозападную риторику демократии и прав человека. При этом НИФА поддерживала идею возвращения бывшего короля Захир-шаха, а также исповедовала традиционалистские взгляды своего лидера пира Гейлани.

Афганец из НИФА Абдул Рахим Вардак, профессиональный военный, представлял политическое течение, которое позже было названо «моджахедизмом» (или, реже, «демоисламизмом»). Политический ислам прозападной ориентации. Образно говоря, не в чалме, а в бандане.

Полковник Вардак играл важную роль в военных операциях моджахеджов. Командовал отрядами НИФА в восточной провинции Пактия, лично участвовал в боях. В 1989 Вардак был ранен осколком советской ракеты, лечился в США.
Вардак являлся также видным политиком и дипломатом моджахедского движения. Ему удалось добиться консолидации пуштунских племён в антисоветском сопротивлении на востоке Афганистана. В 1985 именно Вардак представлял моджахедов на международной конференции антикоммунистических повстанцев Джамбори.

## Военный министр

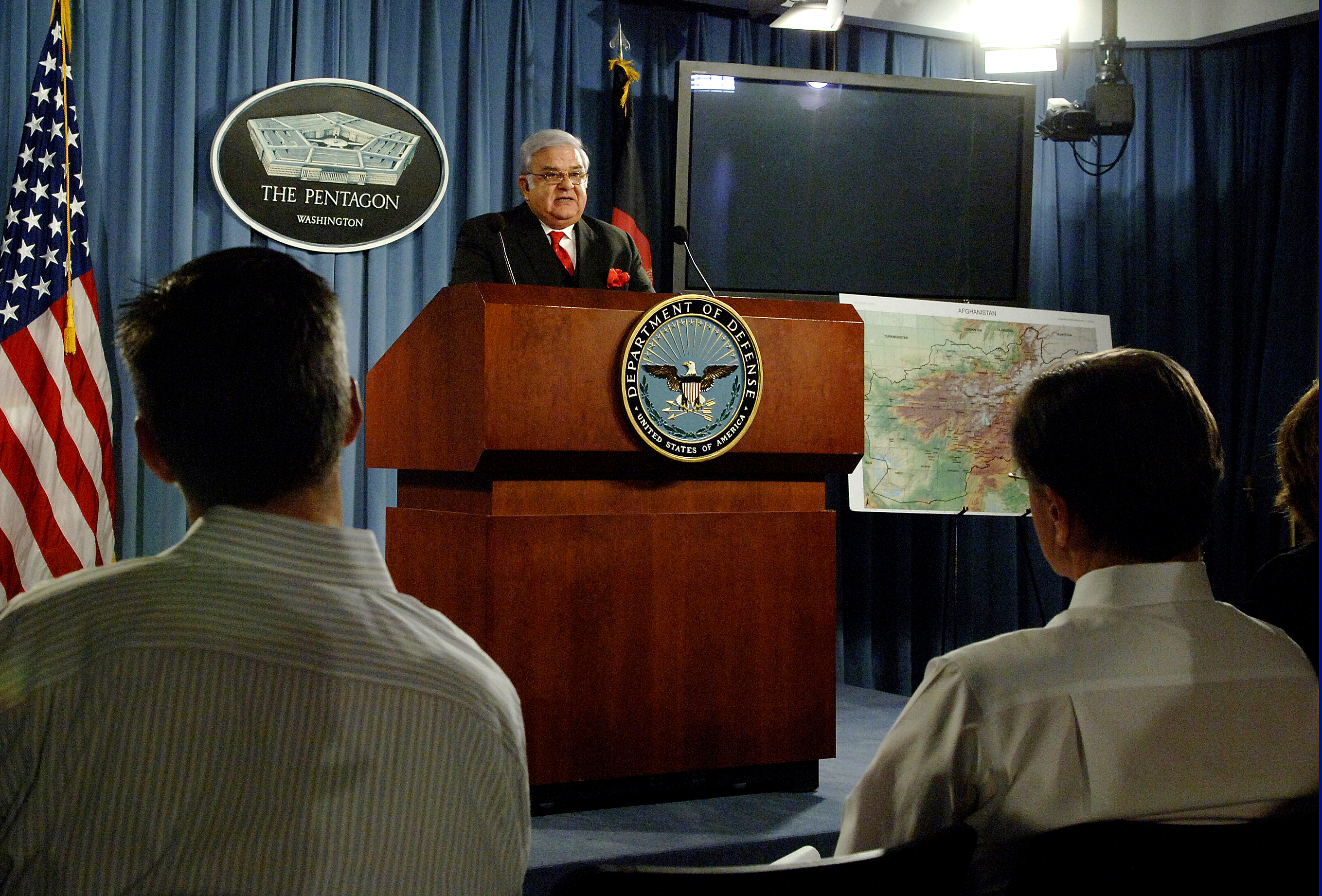
Выступление в Пентагоне, 2006

После падения режима НДПА в 1992 Абдул Рахим Вардак стал членом Комитета по безопасности Кабула, затем начальником штаба афганской армии при правительстве Бурхануддина Раббани. При правлении Талибана вновь ушёл в оппозицию, сблизился с Захир-шахом. Участвовал в Боннской конференции 2001, во многом определившей современный политической строй Афганистана.
После свержения талибов генерал Вардак служил в министерстве обороны, разрабатывал проекты военной реформы. При этом он выступал за интеграцию умеренных элементов «Талибана» в афганское общество и даже в госаппарат.
В 2004 генерал Вардак был назначен министром обороны Афганистана в правительстве президента Хамида Карзая. На этом посту он уделял основное внимание борьбе с терроризмом и наркобизнесом, а также перестройке афганской армии по западным, прежде всего американским стандартам. Активно сотрудничал с Пентагоном и Объединённым комитетом начальников штабов США, принимал в Кабуле адмирала Майкла Маллена.

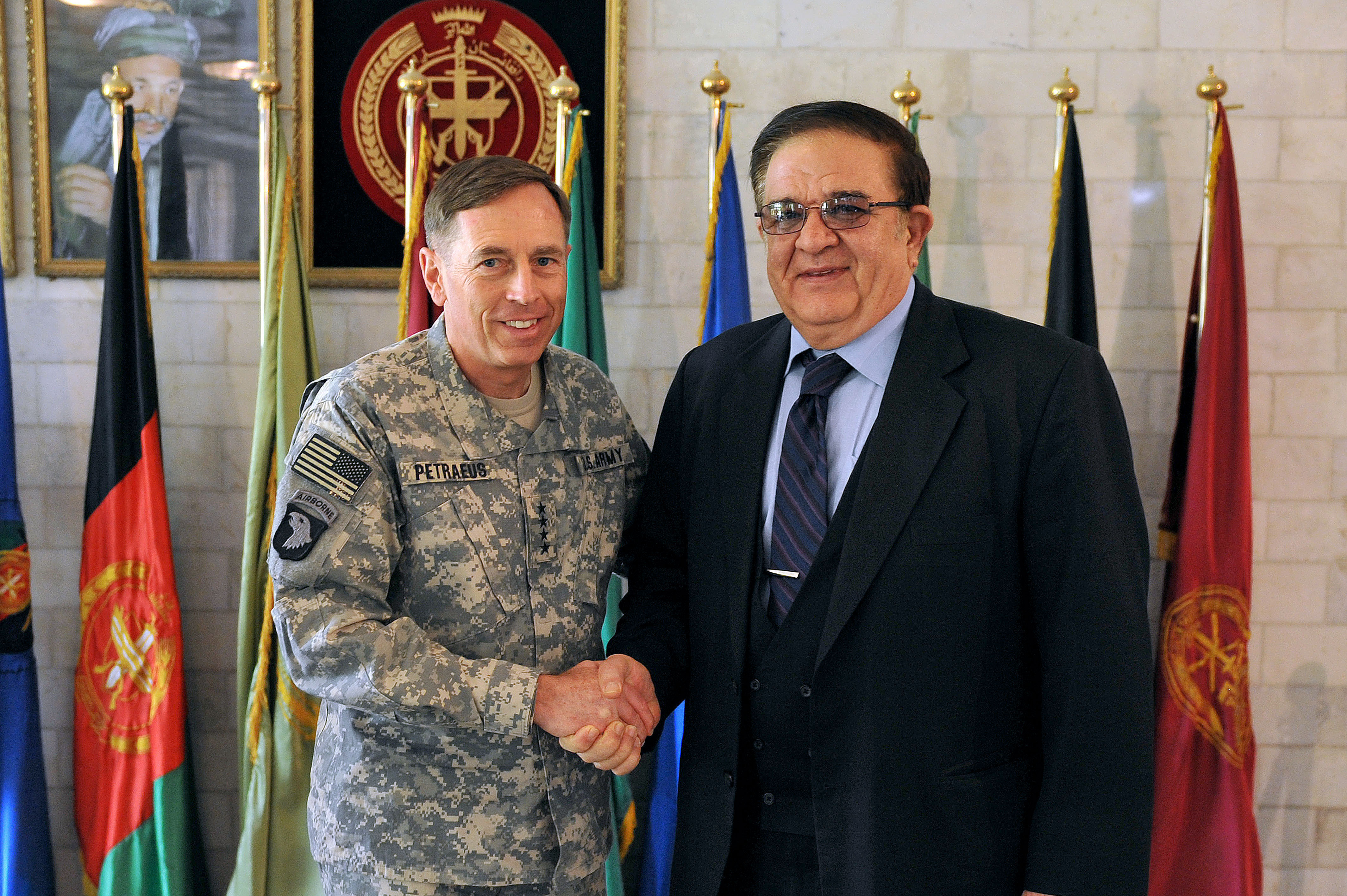
Абдул Рахим Вардак с генералом Петреусом, 2010

В ряде публичных выступлений, в том числе перед иностранной военной аудиторией, Абдул Рахим Вардак изложил своё видение Афганистана как «исламского государства, показывающего пример терпимости и стабильности, уважаемого члена международного сообщества, не угрожающего региональной безопасности, но достаточно сильного, чтобы обеспечить собственную безопасность, не нуждающегося во внешней помощи, опирающегося на собственные силы и возвращающего долги тем, кто оказал помощь». При этом он отметил, что «для реализации этих благородных намерений Афганистан ещё нуждается в помощи международного сообщества».
После отставки Вардака отмечалась его роль в воссоздании афганской армии, практически разрушенной после падения коммунистического и талибского режимов. С другой стороны, говорилось о фактах коррупции и фаворитизма в аппарате Минобороны, о неспособности полностью покончить с талибским терроризмом.

## Отставка
В 2012 под давлением парламентской оппозиции генерал Вардак подал в отставку с поста министра обороны. Депутаты мотивировали свою позицию продолжающимся повстанческим движением и беспорядками в приграничных с Пакистаном районах.
Около года Абдул Рахим Вардак оставался военным советником президента Карзая. Оставил эту должность в 2013, когда заявил о намерении участвовать в президентских выборах 2014. Однако незадолго до голосования Абдул Рахим Вардак без объяснения причин снял свою кандидатуру.

## Частная жизнь
Абдул Рахим Вардак женат, имеет троих детей. Наряду с родным языком пушту, владеет фарси и английским.

## Факты
- 10 сентября 2005 на генерала Вардака было совершено покушение в аэропорту Кабула. Когда Вардак подъезжал к вертолёту, чтобы лететь в Панджшер на церемонию по случаю четвёртой годовщины гибели Ахмад Шах Масуда, по его автомобилю было сделано несколько выстрелов. В результате инцидента никто не пострадал[8].
- Из четырёх главных участников Демократического Интернационала (Джамбори) — Жонас Савимби (УНИТА), Абудл Рахим Вардак (НИФА), Адольфо Калеро (Никарагуанские демократические силы), Па Као Хэ (Этническая организация освобождения Лаоса) — только афганские моджахеды одержали военную победу в своей стране, только Вардак занимал после победы государственные посты (Савимби и Па Као Хэ были убиты, Калеро, вернувшись на родину после урегулирования, отошёл от активной политики).